# 未来へのたすき
未来へのたすき（みらいへのたすき）は、約25年ぶりに女性デュオとして再始動したあみん（岡村孝子・加藤晴子）の1年ぶりの新曲。前作「ひまわり／待つわ'07」（2007.6.20）は両A面シングルながらも1曲はセルフカバーであったので、完全な新曲のみで構成されたシングルは復帰後では本作品が初めてとなる。両楽曲とも作詞・作曲は岡村孝子。

## 概要
A面曲にあたるミディアム・ナンバー「未来へのたすき」は、過去の自分から未来の自分への "つながり" を歌ったナンバーで、前作「ひまわり」の世界観を汲んだようなリリックとなっている（サビの歌詞にも「ひまわり」という単語が効果的に登場する）。また、CDジャケットでは大きく花開いた2本のひまわりの絵が採用されているのも特徴のひとつ。なお、その絵は水彩画をメインとして活躍するイラストレーター・内田新哉によるもの。岡村と内田は以前からコラボレーションの実績があり、たとえば岡村が産経新聞・夕刊で連載していたエッセイ本『Happyをさがして』の挿絵や、30thソロ・シングル「春色のメロディー」（2005.1.26）&14thソロ・アルバム『Sanctuary』（2005.3.23）ダブル購入者向けプレゼント用ブックレットの挿絵を担当するなどした。
両曲とも、CDパッケージでの発売を前に携帯電話の「着うた」で先行配信されたほか、「未来へのたすき」はNHKラジオ（NHKラジオ第1放送・NHK-FM放送）『ラジオ深夜便』において、7月～9月期「深夜便のうた」として起用されている。
初回出荷分のみ、2008年の年末に行われるコンサート・ツアーのチケット先行予約チラシが封入された。

## 収録曲
1. 未来へのたすき（4:48）
  - 作詞・作曲: 岡村孝子 、編曲: 萩田光雄 、Ebako Jr.
  - NHKラジオ「ラジオ深夜便」7～9月深夜便のうた
2. とっても大好き（4:06）
  - 作詞・作曲: 岡村孝子 、編曲: 萩田光雄、Ebako Jr.
3. 未来へのたすき -Instrumental-
4. とっても大好き -Instrumental-

## 収録アルバム
- 未来へのたすき
  - 未来へのたすき（アルバム）
- とっても大好き
  - 未来へのたすき（アルバム）